# D·PARK愉景新城
22°22′34″N 114°6′42″E / 22.37611°N 114.11167°E
D·PARK愉景新城是香港荃灣區大型屋苑愉景新城基座的購物商場，面積達63萬平方呎，合共約140間店舖，於1997年落成，由新世界發展及香港興業合作發展，2010年由新世界發展向香港興業接收其餘業權。
2024年3月1日，新世界發展與華懋集團宣佈，雙方簽訂商用物業買賣協議，新世界向華懋出售愉景新城商場及停車場全部權益，總現金代價為40.2億港元，有關交易於同年4月份內完成。

## 特色

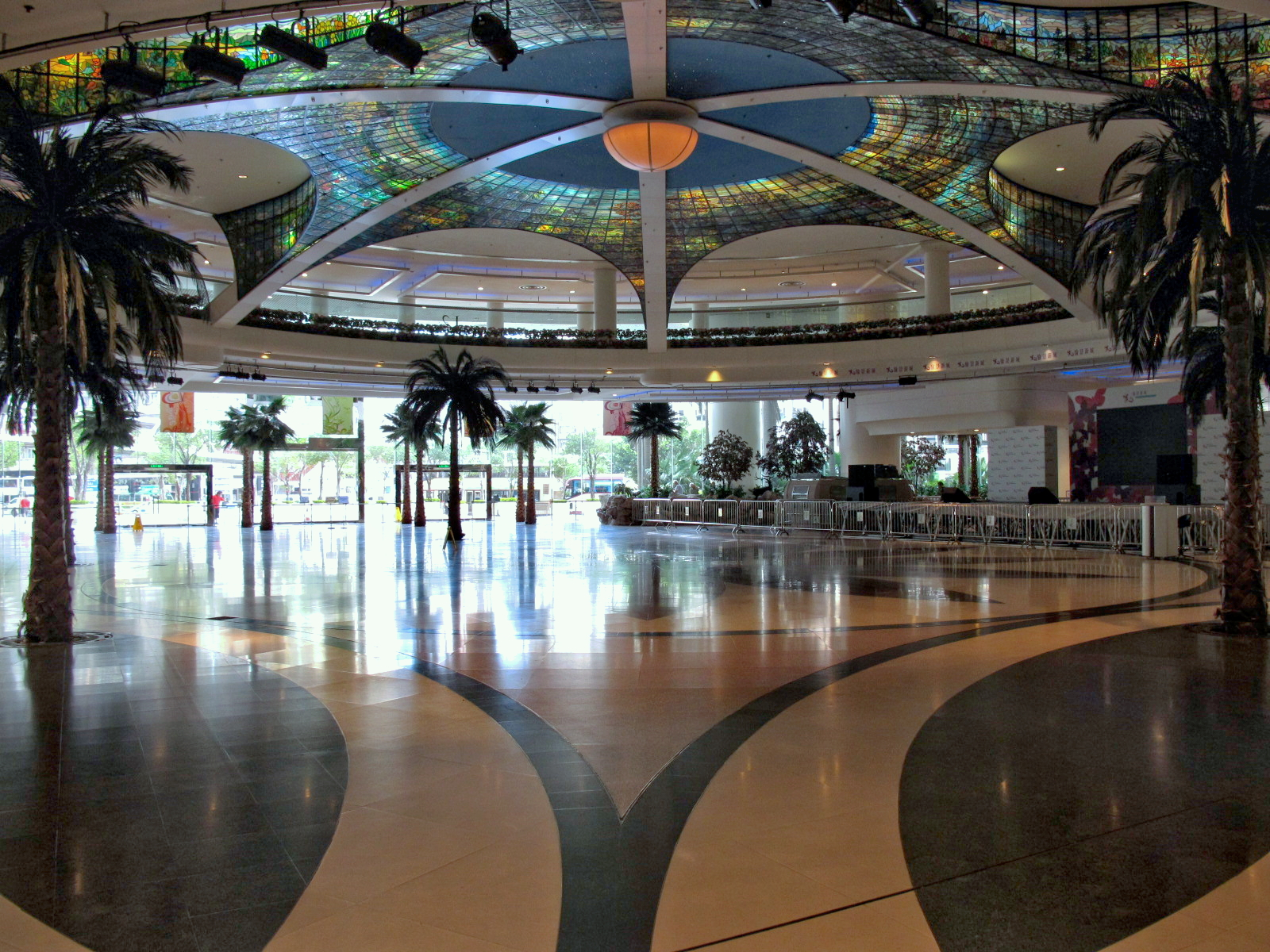
愉景新城中庭玻璃天幕曾設全亞洲最大的一個彩色玻璃天幕，唯2013年11月經翻新後完全拆毀，換來的是與香港不少商場一樣，採用欠特色的白色設計

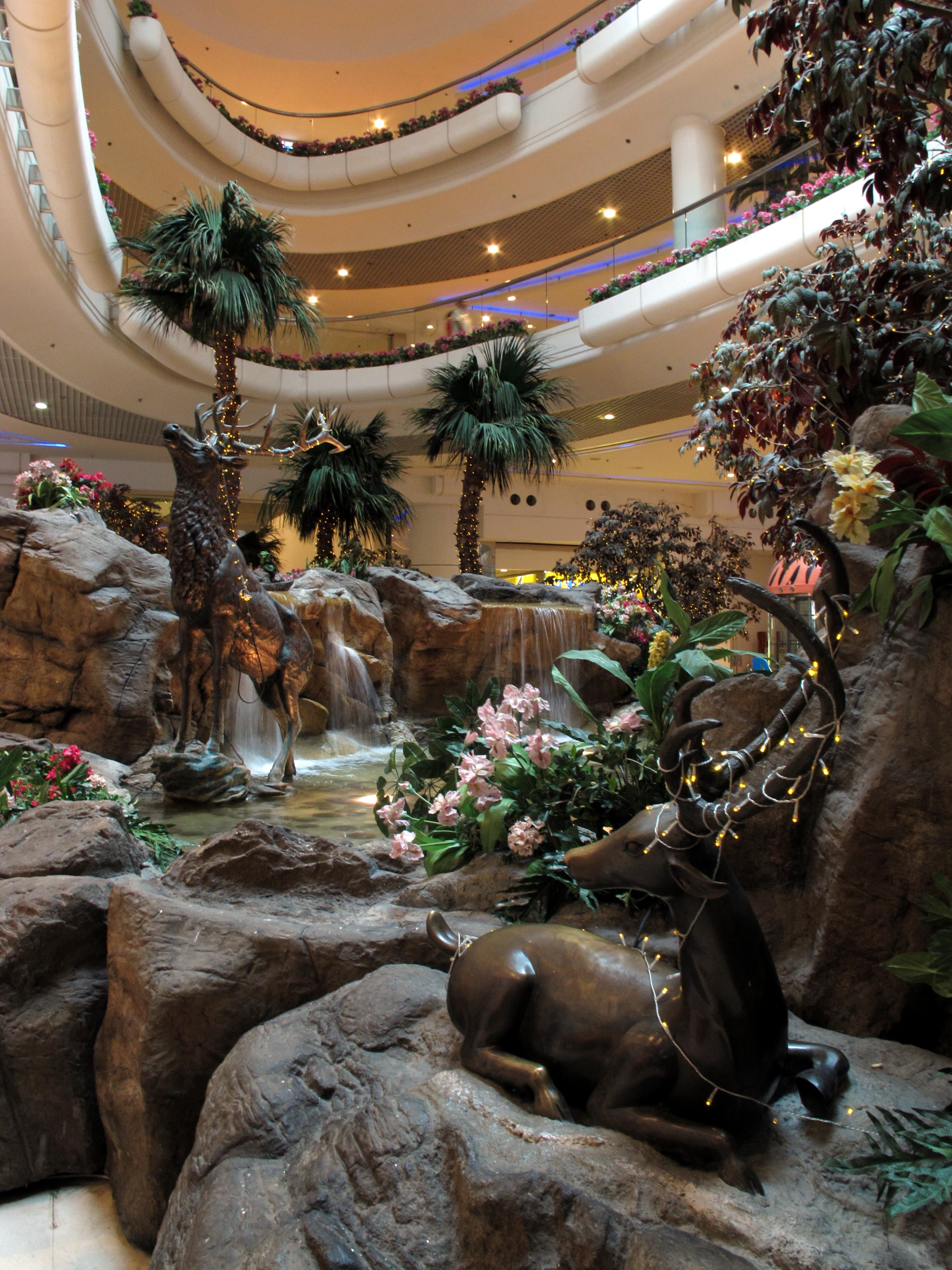
商場內的花卉石林及人工迷你瀑布曾是商場特色之一，唯因改建為示範單位售樓處等候區而於2012年拆卸

D·PARK愉景新城商場面積63萬平方呎，共分三層，整體以「購物公園」作為設計概念，其玻璃天幕曾是全亞洲最大的一個彩色玻璃天幕，覆蓋2萬平方呎的廣場，吸收天然光營造自然環境。唯原有花卉石林及人工迷你瀑布，已於2012年因改建為示範單位售樓處等候區而拆卸。玻璃天幕亦已於2013年11月因商場翻新工程而拆毀，變為普遍的地區商場水平差不多的環境。

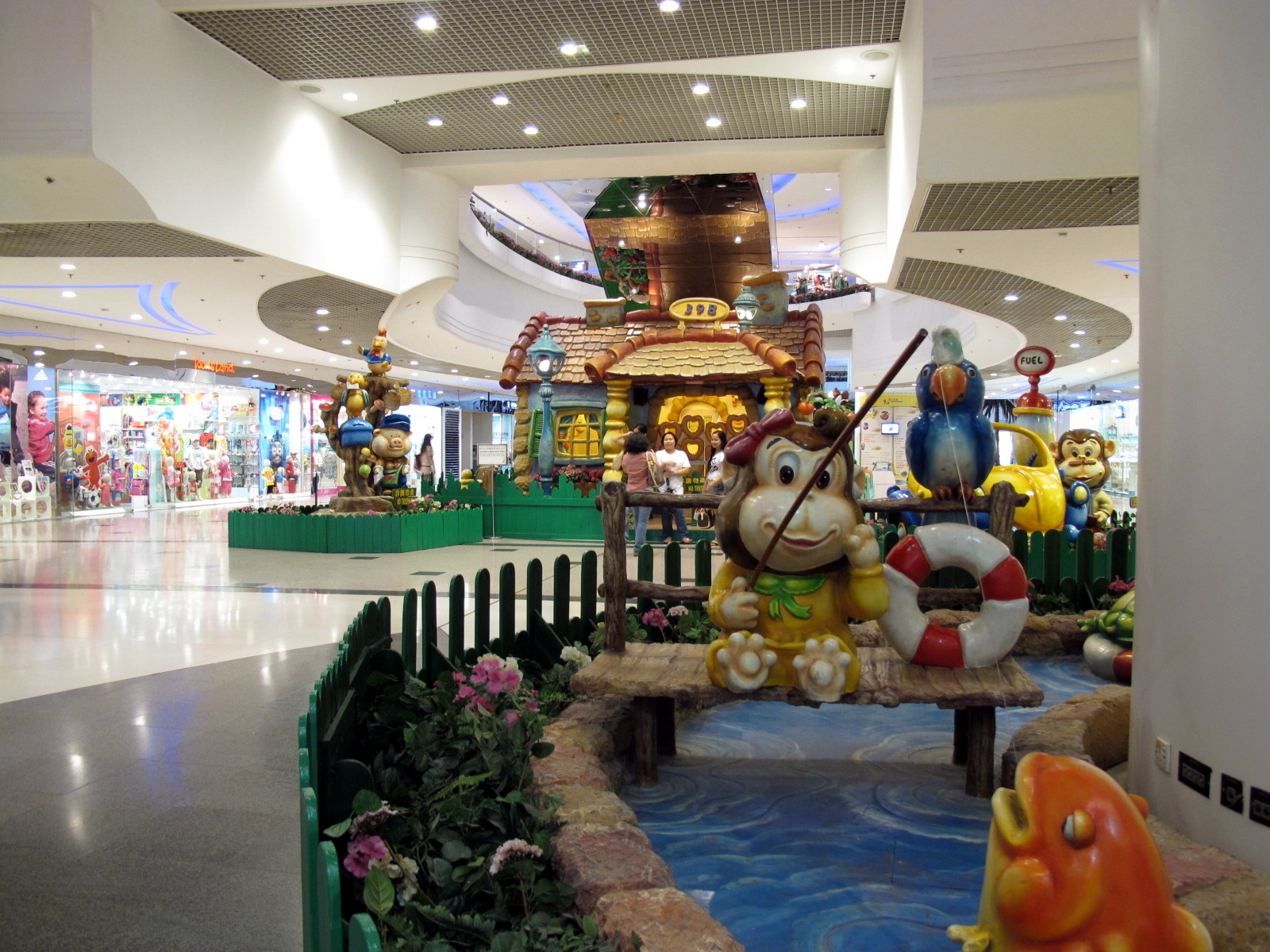
商場地下「兒童街」
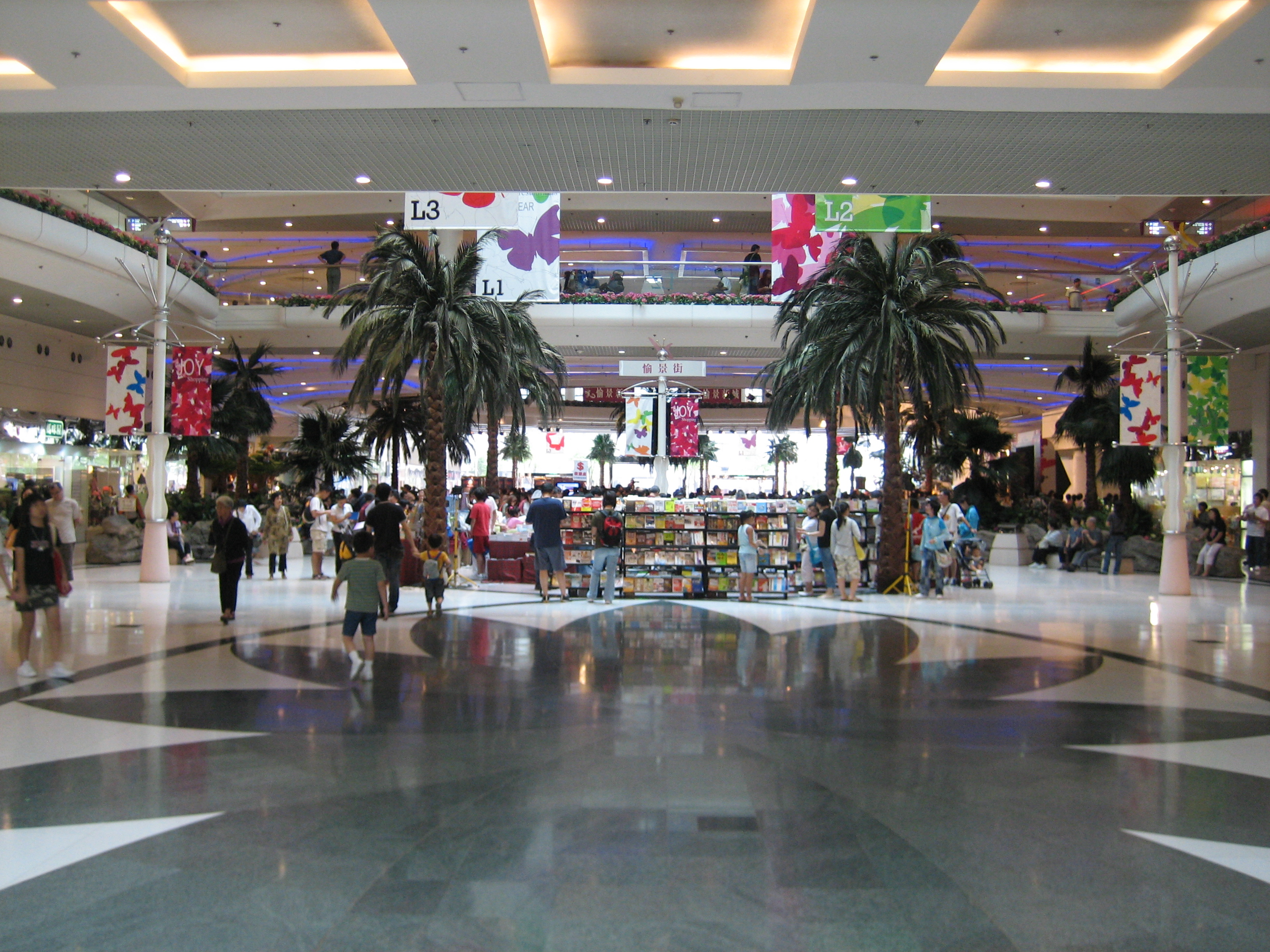
商場地下「愉景街」
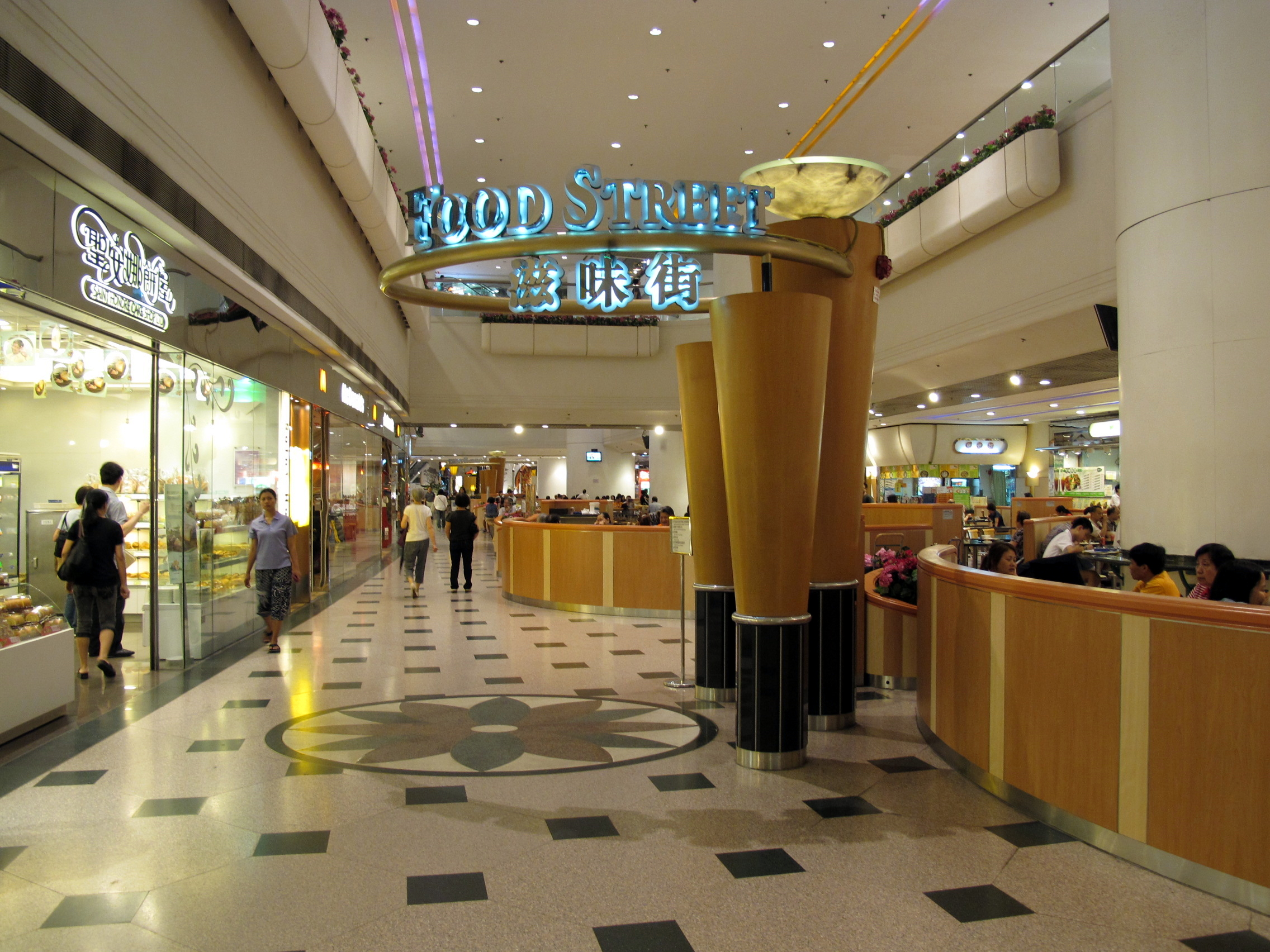
地下的廉價食肆「滋味街」已於2013年初因商場翻新工程而結業
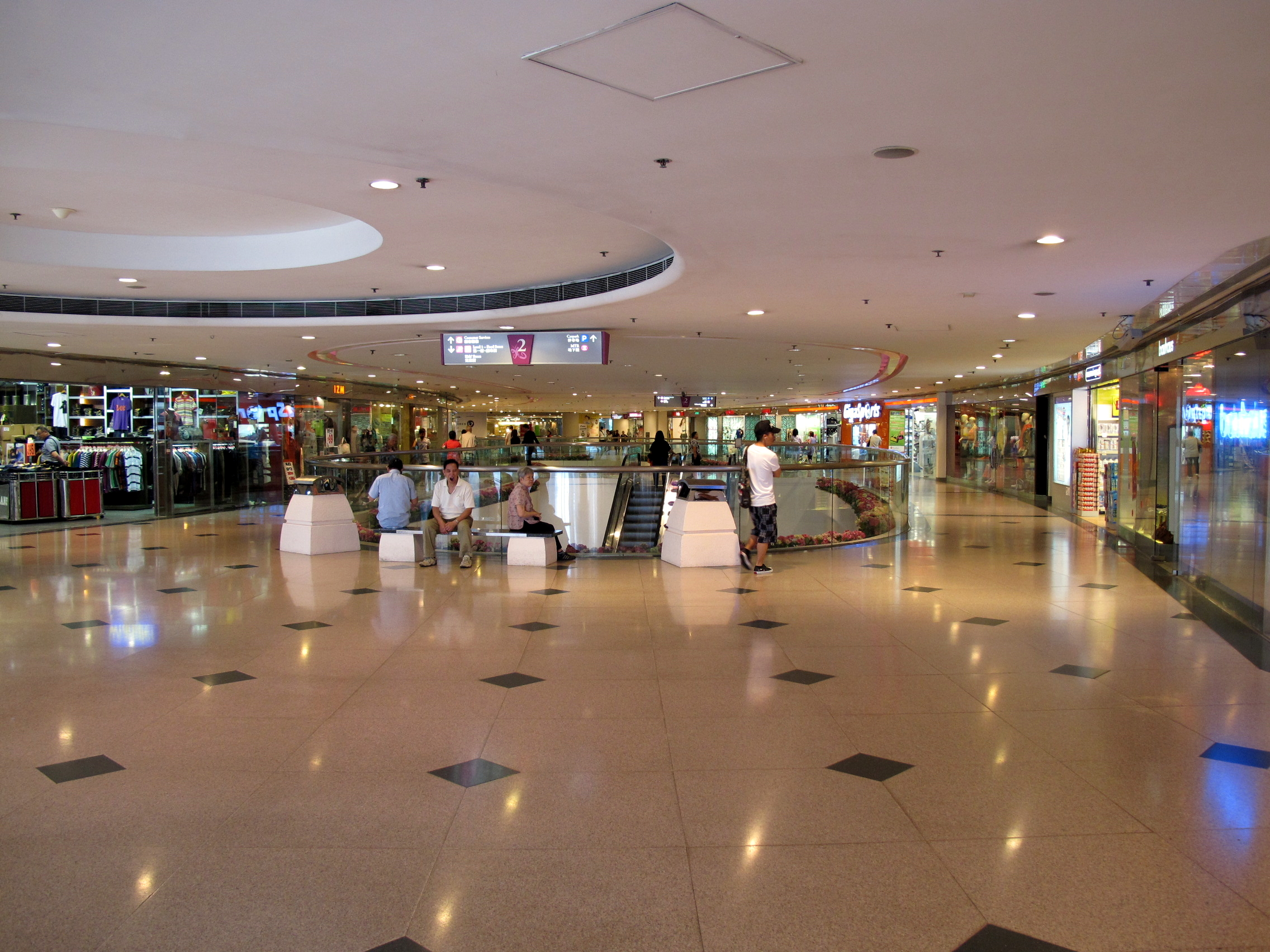
商場2樓
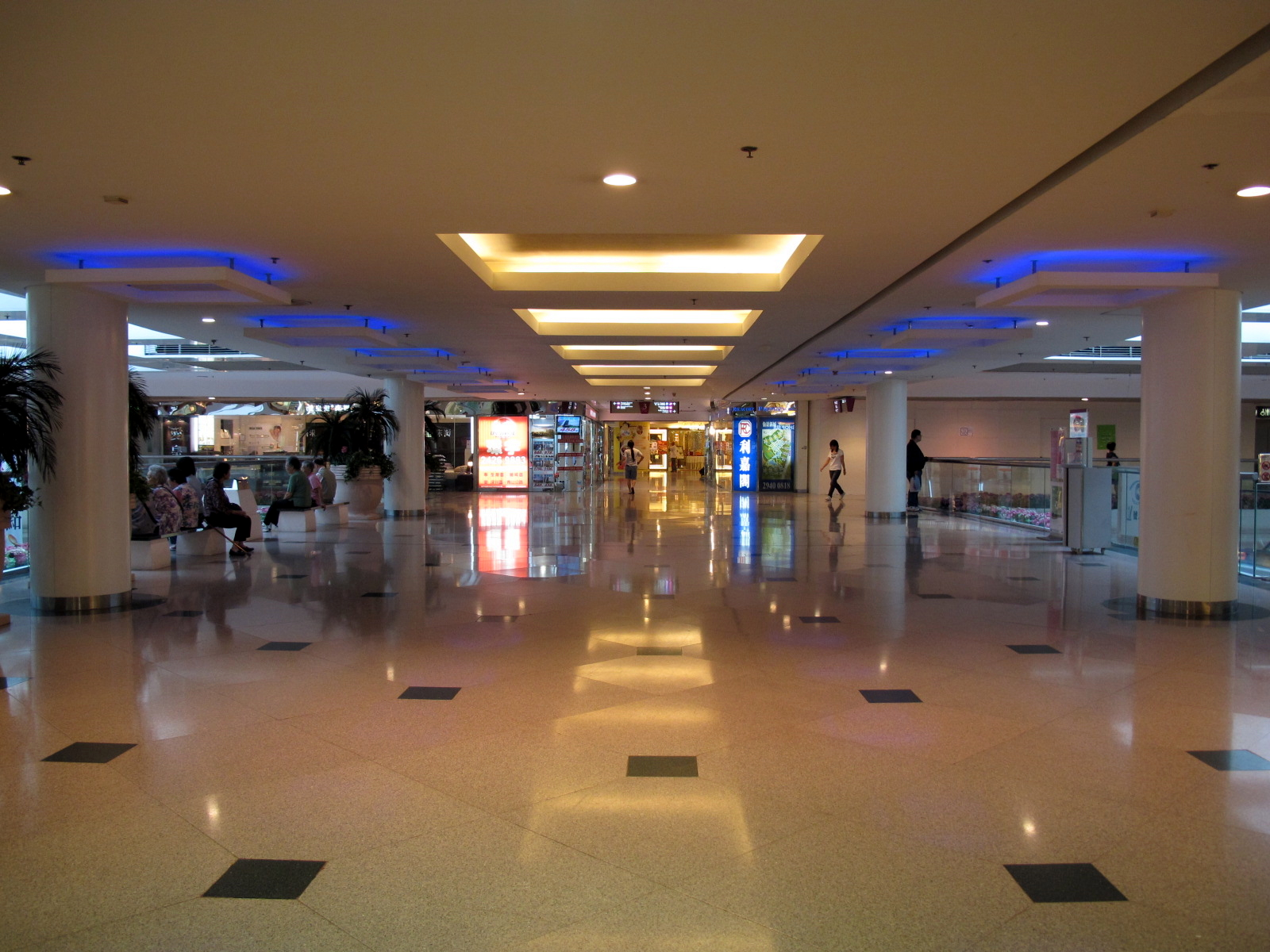
商場3樓

## 商場設計

### 1樓
商場1樓主要租戶為「兒童街」，該處開設10多間售賣兒童用品的專門店。其餘租戶包括玩具反斗城、人気電器店、759阿信屋、周大福。食肆為Delifrance、必勝客及星巴克咖啡。1樓原設「滋味街」，提供多間廉價食肆，包括鴻冠燒味、海皇粥店、鐵板之王、煲煲好、金雋餃子皇、牛棧清湯腩、美味咖哩、麵工房及八方雲集鍋貼水餃專門店，不過到了2013年2月因商場翻新工程而結業。
翻新後「滋味街」原址改為「兒童街」，其後改名為「Kiddy Jungle 童趣森林」，設10多間兒童服裝專門店。該處的新洗手間及嬰兒護理室外亦設休憩區。
而舊「兒童街」範圍改為Gold Street，其後改名為「Gold Island 夢幻黃金島」，租戶包括周大福、SaSa、奇華餅家、Holly Brown咖啡室、759阿信屋、759 Kawaiiland以及多間蔘茸藥材店及藥房。
而匯豐銀行、玩具反斗城、百佳咖啡及美心MX原址改為韓國服飾集團E‧LAND旗下三大品牌SPAO的男裝部、H&M及3間診所。
愉景方方樂趣幼兒園原址於2014年結業後，到2016年1月改為「Playful Avenue 反斗大街」，租戶包括玩具反斗城，食肆包括Bill Chill、烏山名及夢見屋。而神采美容、通利琴行及日本城一帶到2016年1月改為韓國鞋店Shoopen及韓國家品雜貨店Modern House。Modern House在2018年1月結業後改為臨時舖位。
該層戶外範圍設免費入場的「鯨魚花園」，分為2個遊樂區，由國際著名兒童遊樂場設計團隊Monstrum設計，內設長達15米全木製藍鯨。而中庭空間設遊樂區「中央公園」、兩旁設食肆Pokka Café Grill Specialist、Burger Bus、Delifrance、今助日本料理、黑福多拉麵和必勝客。
2016年10月，中庭空間遊樂區「中央公園」、多元智能學習樂園及兩旁食肆被地政總署揭發違契佔用公共空間，已經被清走。
2017年12月，玩具反斗城舊鋪位置改建成全港首間兒童主題影院Candy Park by Cinema City，設有五個影廳。
2018年12月，發展商將韓國家品雜貨店Modern House改為Donut Village。分為親子餐廳，商店和以攀爬繩網為主的遊戲室，該處到2022年初結業，將改為百佳fusion超市。
2019年8月，誠品兒童館在1樓前SPAO位置開業，以「想像．童話」為題，佔地1500呎。到同年11月30日開設佔地近3000呎誠品期間限定店，特設全港獨家主題書櫃、文具精品專區及「誠品知味」美食專櫃。
到2021年3月至6月底，「童趣森林」位置變身為「高山老街食の祭」，設有古色古香佈置和14間日式小吃攤檔。

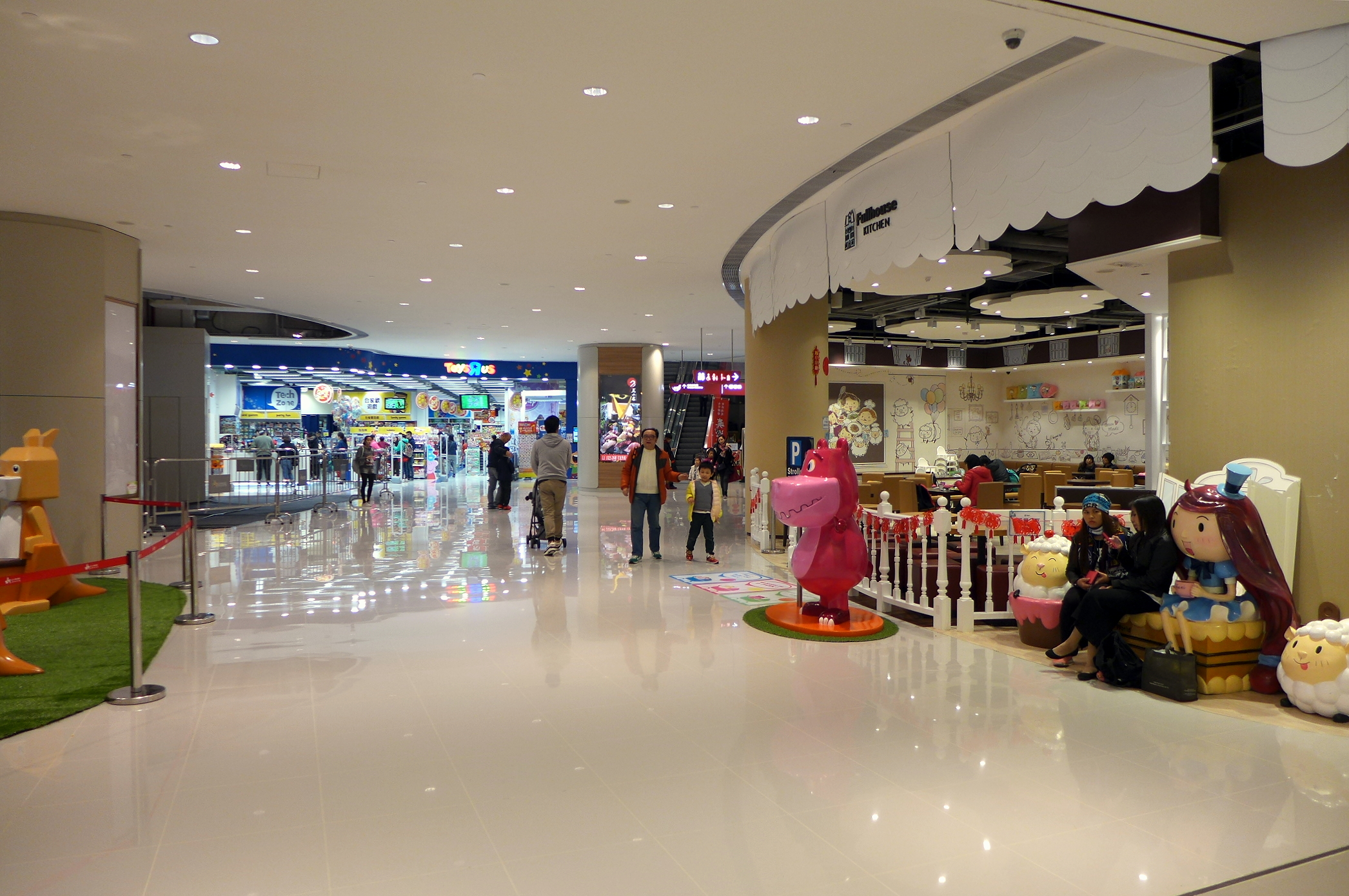
Playful Avenue 反斗大街
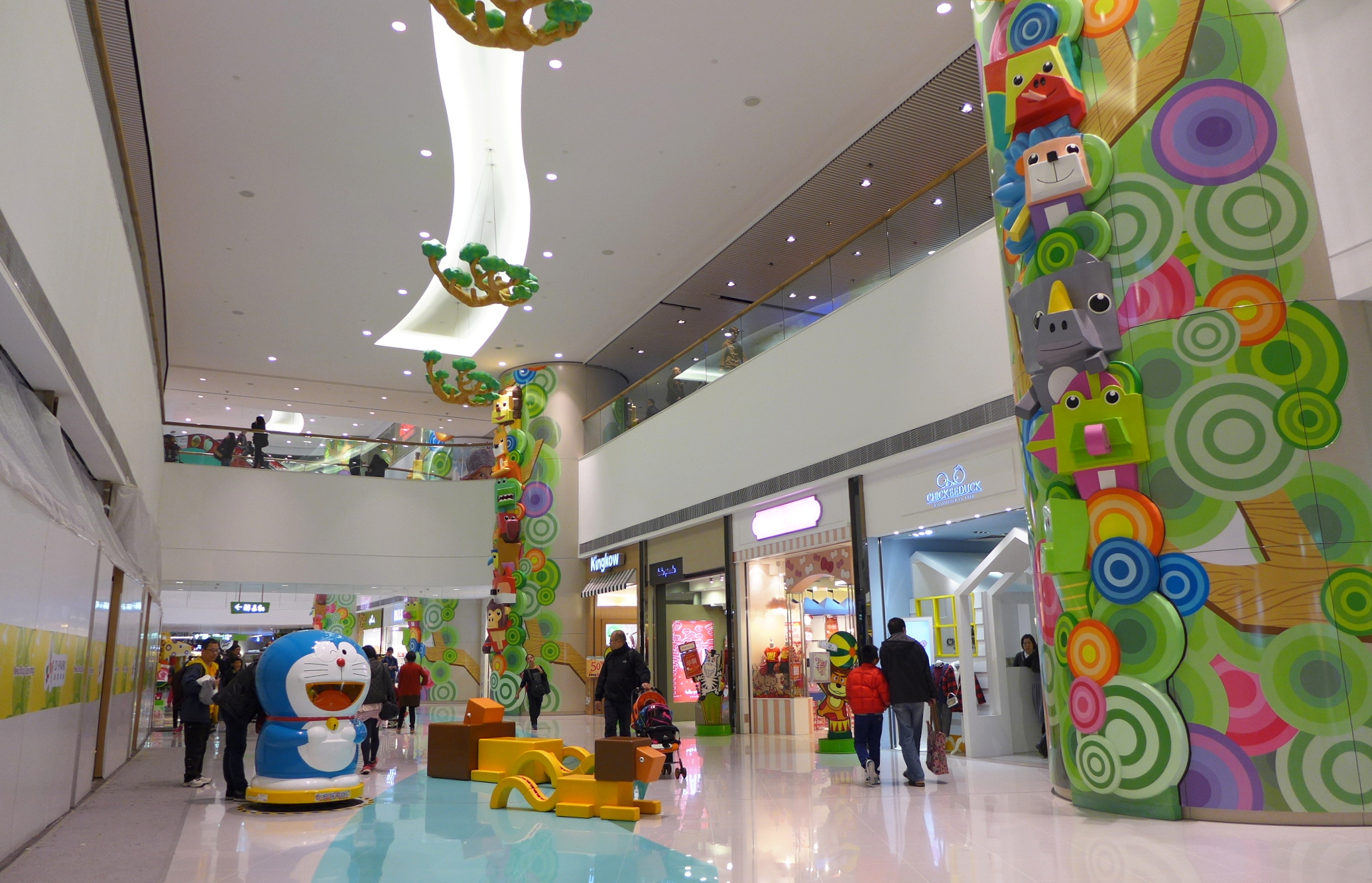
Kiddy Jungle 童趣森林
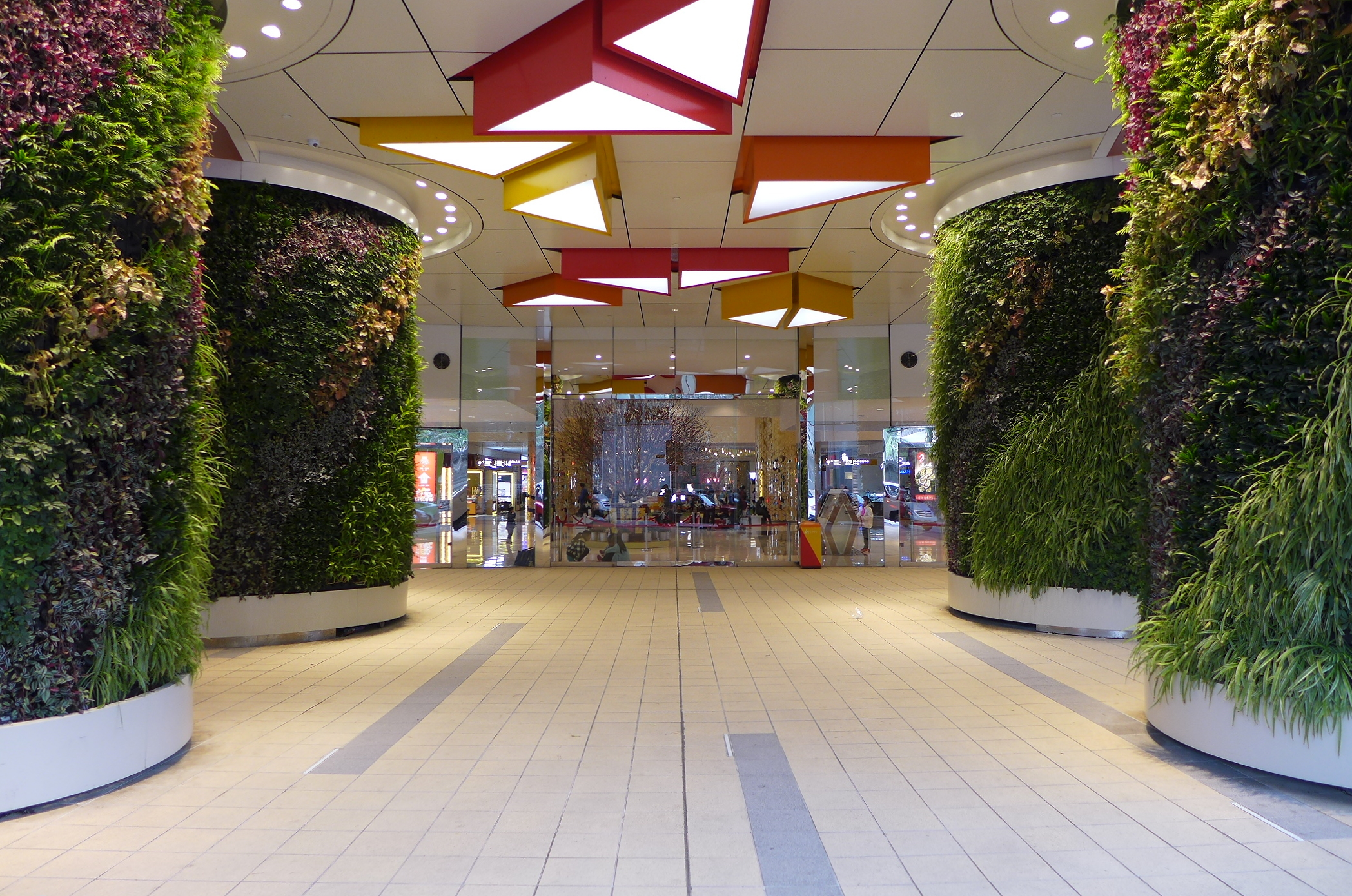
夢幻黃金島入口
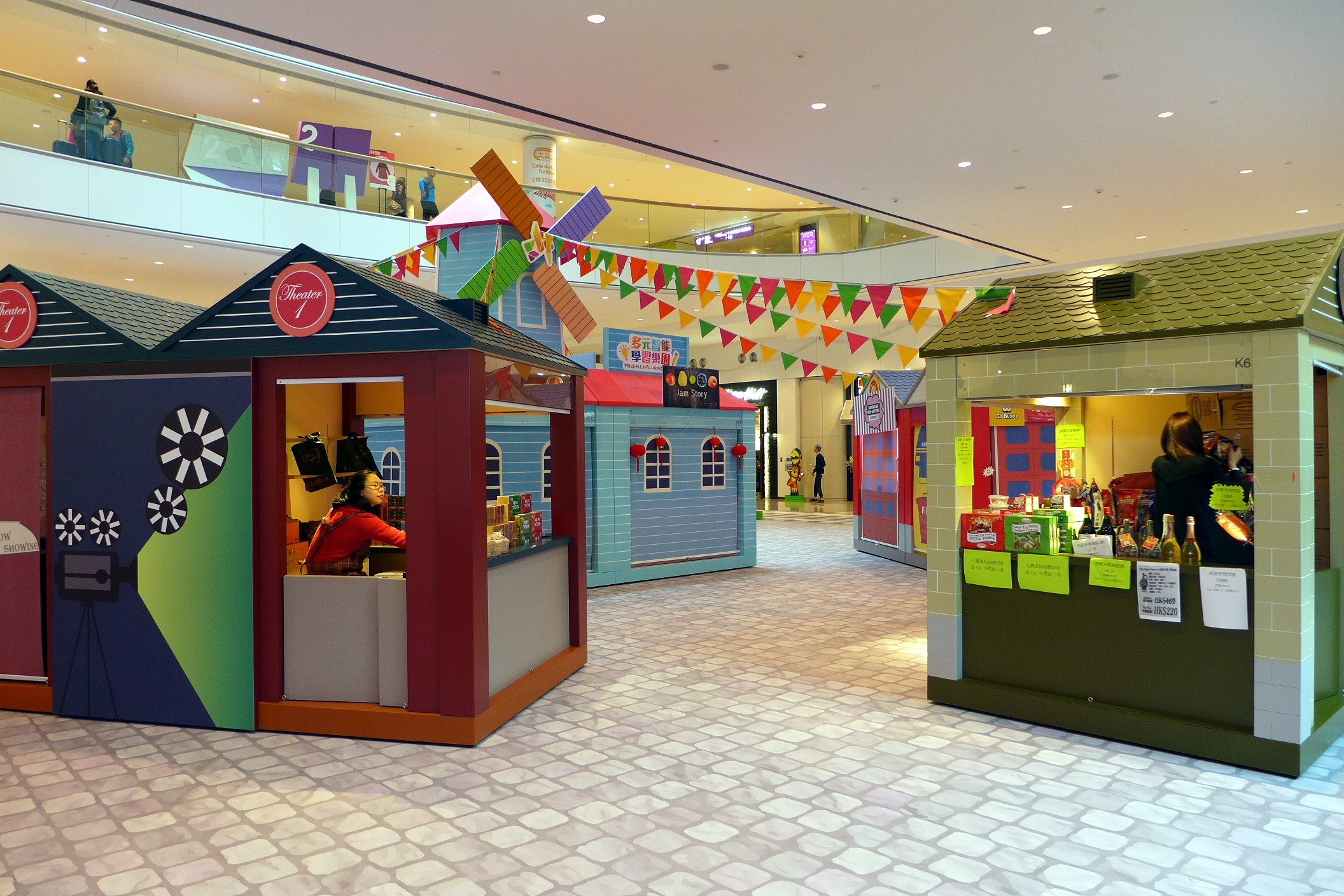
多元智能學習樂園

### 2樓

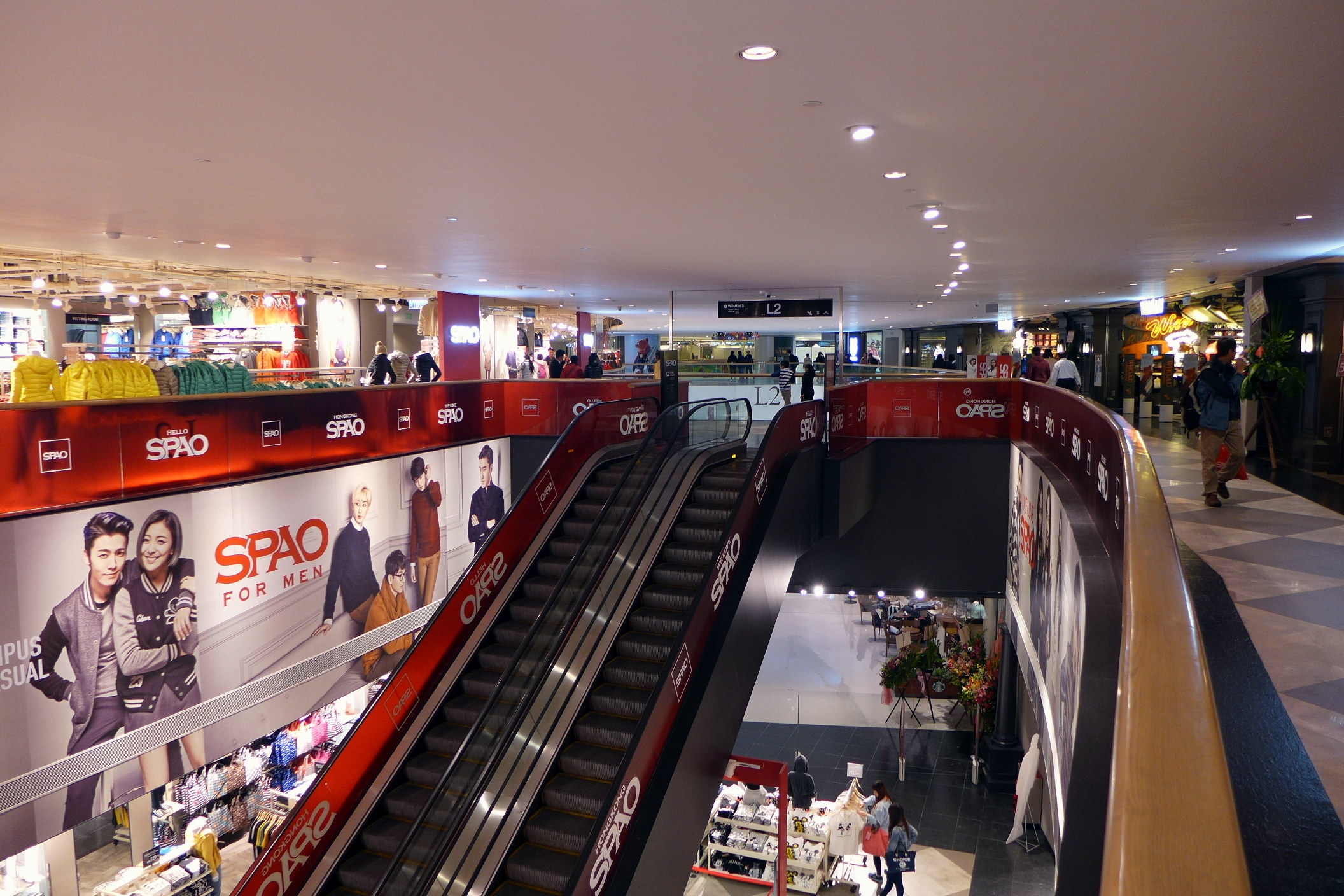
2014年翻新後2樓曾設「韓流地帶 K-Pop Zone」，2018年結業後部分範圍改為家具店simplehouse和餐廳南小館

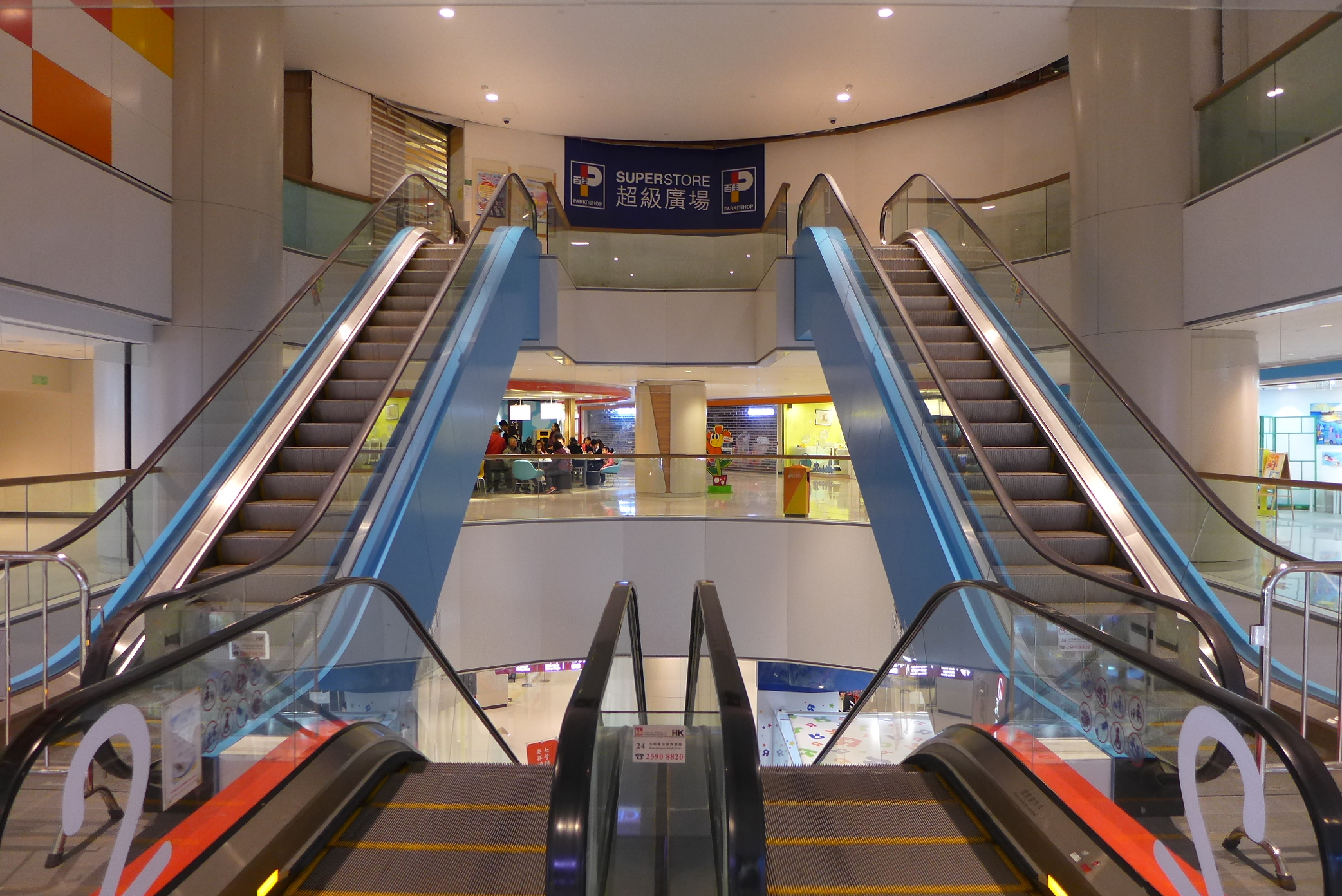
2樓扶手電梯中庭

商場2樓設多類型店舖，包括美容及個人護理店萬寧、屈臣氏、Ingrid Millet Paris、Colourmix、HAIR OASIS髮廊、ELLA；時尚服飾店Baleno、Bauhaus、céu、Index、Veeko、Wanko、Western Jeans 西部牛仔褲及Zooty；運動用品店GigaSports、Health Zone及PROTREK；鞋店Footspot、Mirabell、UNION及Walker Shop；家居店包括DSC德爾斯、日本城、集友銀行、馬仙妮專門店和雅芳婷；其餘店舖主要為ELLA、眼鏡店、通利琴行、香港寬頻以及多間兒童教育中心。食肆為Outback Steakhouse。
2014年12月翻新後，運動用品店GigaSports、PROTREK、萬寧及Footspot原址改為「韓流地帶 K-Pop Zone」，設韓國服飾集團E‧LAND旗下SPAO女裝部、WHO.A.U.及TEENIE WEENIE。而DSC德爾斯、日本城、集友銀行範圍於2015年進行改建工程，到同年12月開設麥當勞、Bubble BeBe Spa、Namco、實惠及多間兒童教育中心。而DSC德爾斯原址改為「滋味市集 Yummy Village」，設Panasonic人気电器店、Café Med、嚐味、一粥麵及大家樂。
2樓於2016年翻新後亦增設「亞馬遜學園 Amazon Academy」，提供「動物合唱團」、「亞馬遜二雨林歷奇」及「音樂樂園」互動遊樂設施，讓小朋友學習有關大自然及音樂的知識。不過同年10月被地政總署揭發違契佔用公共空間，已經被清走。
到2018年2月，「韓流地帶 K-Pop Zone」旗下SPAO2樓和WHO.A.U及TEENIE WEENIE結業，部分範圍改為家具店simplehouse和餐廳南小館。

### 3樓

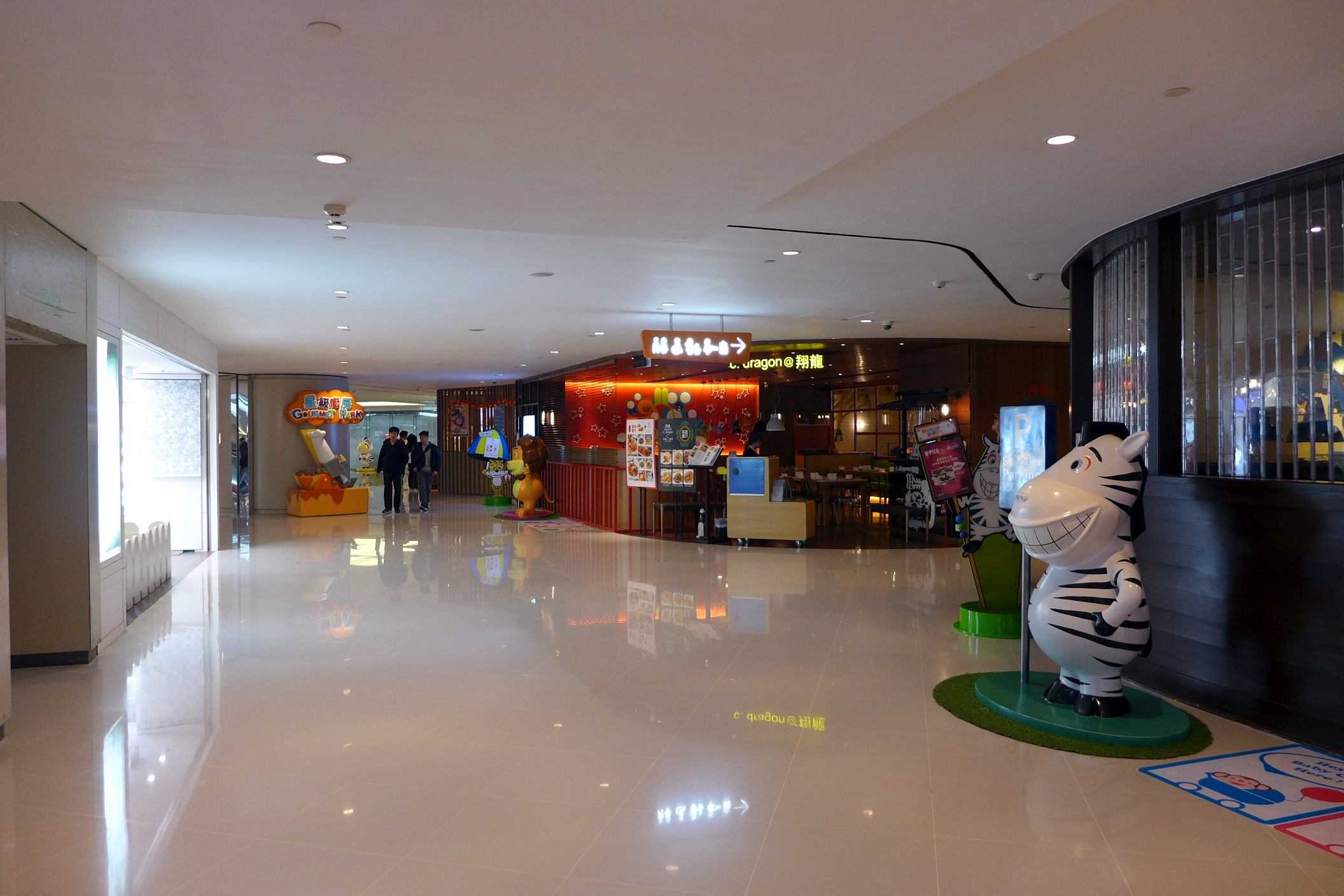
3樓星級廚房 Gourmet Park

商場3樓最大租戶為百佳超級廣場（曾為「高達太空實戰基地」展覽），其餘主要租戶包括荷花親子中心、余仁生、美國冒險樂園、遵理學校、嘉惠琴行、愛皇健床褥、Tempur、創新燈飾、VCD 歌德視、多間地產代理、兒童教育中心、商場管理處及田北辰區議員辦事處。食肆為聯邦皇宮 / 潮廷滙、大快活及順德經典。
2014年翻新後，原址改稱為「星級廚房 Gourmet Park」。大快活改為Outback Steakhouse，其餘主要新店包括牛陣、翔龍拉麵小籠包、會所1號‧愉花園、Playhouse及多間地產代理。而「Wonder Town 繽紛小鎮」主要租戶包括荷花親子中心、日本城、Hair Oasis、美國冒險樂園、百佳超級廣場、匯豐銀行自動理財中心、教育中心及新世界發展售樓處。
3樓於2016年翻新後亦增設「愉快天地 Kiddy Place」，以「知識之旅」為主題，提供多項語文、推理、邏輯遊戲的互動遊樂設施。不過同年10月被地政總署揭發違契佔用公共空間，已經被清走。

## 翻新工程

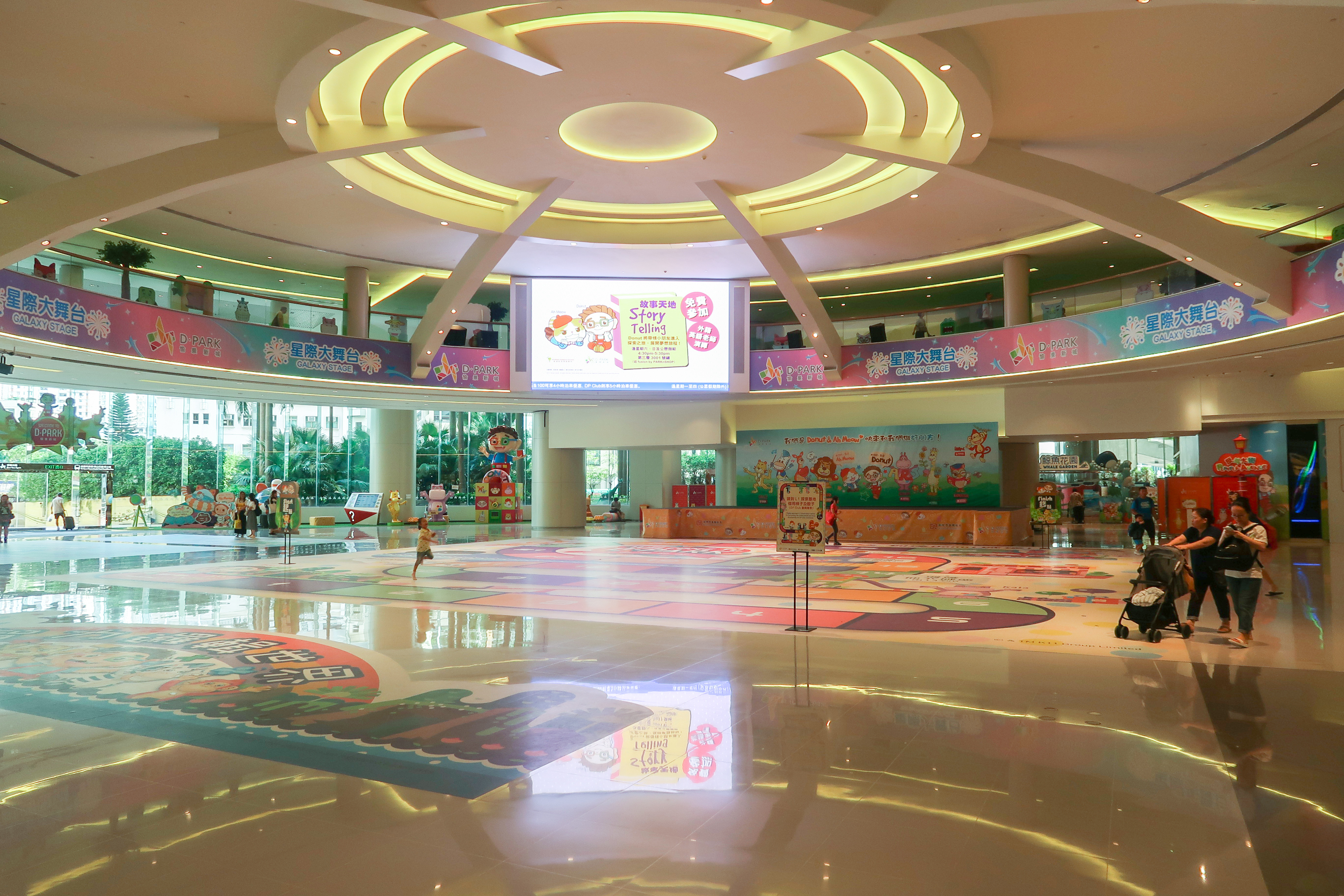
愉景新城中庭翻新後以白色作主調，並改名為星際大舞台

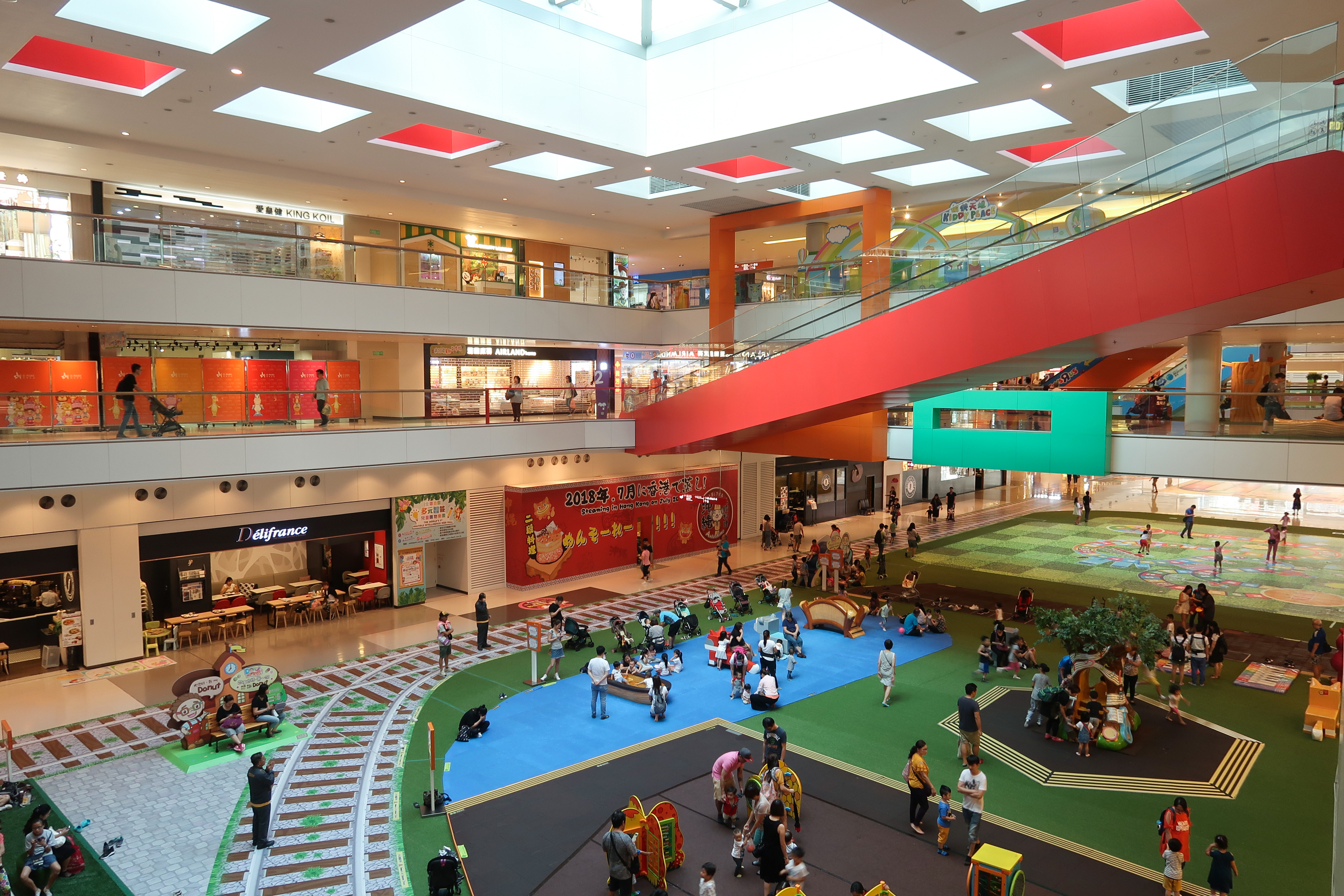
翻新後利用地面設遊樂區

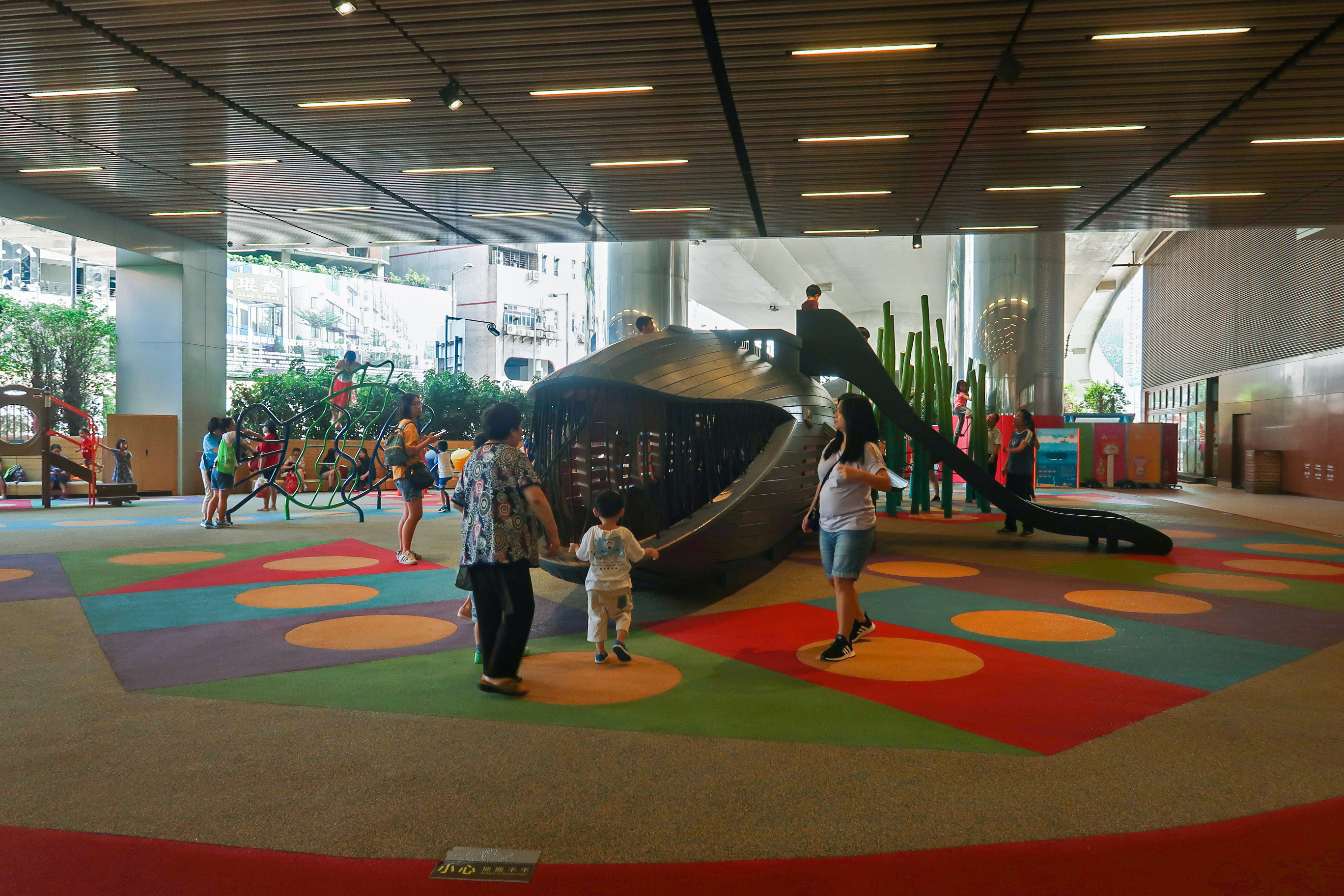
翻新後利用地面空間設免費入場的「鯨魚花園」遊樂區

新世界發展於2011年全資收購旗下原本為合資項目的愉景新城商場，進行7億元大型翻新計劃，針對區內家庭客。未來商場的商戶組合會以「保本」先行，包括保留「兒童街」、兒童產品商戶及多間兒童學習中心和補習社。年輕人口方面，胡表示，未來將招攬快速時裝（Fast fashion）品牌進駐，以迎合年輕客群口味。將屋苑商場升格為年輕化的地區商場，細節將於2012年底公布。翻新工程由Benoy設計，原預計2015年年中完工，最終於2016年4月全面完成，4月17日舉行開幕禮。
新世界發展引進韓國服飾集團E‧LAND旗下三大品牌SPAO、WHO.A.U及TEENIE WEENIE（已結業）於愉景新城一樓及二樓設立面積達4萬方呎的雙層旗艦店，並於2014年12月19日正式試業。同時打造為新界西首個地標式親子商場，當中7成店舖融入兒童元素，有近30個國際知名兒童品牌進駐。
而場內20間餐廳大部份亦供應營養兒童餐，並提供玩具、兒童專用高椅、嬰兒車停泊處等配套。場內有四個「多元智能專區」，合共逾4萬呎。包括「中央公園」、「亞馬遜學園」、「愉快天地」和「鯨魚花園」。收費由$20-$50不等。商場逢星期六、日及公眾假期更提供全港第一個以「多元智能為主題生日會」，以及全港首架室內可行駛「兒童電動火車」。
翻新後以「全球首個多元智能兒童購物樂園」作為商場焦點。而新標誌「D．PARK愉景新城」設計以七巧板拼湊，代表色彩繽紛、樂趣、玩樂、家庭四大元素，再分別薈成英文字母的「d」和「p」字，以七個形狀不一的板塊引發無限想像力，並可幻化成過萬個有意義的形狀，寓意「D．PARK愉景新城」為一個繽紛玩樂親子優閒購物的據點。
2018年12月，發展商將韓國家品雜貨店Modern House改為以本地創作動畫《咚咚仔與咕咕喵 （页面存档备份，存于）》為主題的Donut Village。分為親子餐廳，商店和以攀爬繩網為主的遊戲室。2022年，1樓Donut Village結業，將改為百佳fusion超市，而原有的Donut Village將計劃移到機場11 SKIES。2024年中，華懋集團收購新世界全部業權後，短期內亦保留由新世界設計的Donut及8個動物角色中的部分角色，除Dount和商場中的主題曲《快樂交響》背景音樂被移走外，其餘角色側暫時保留下來。

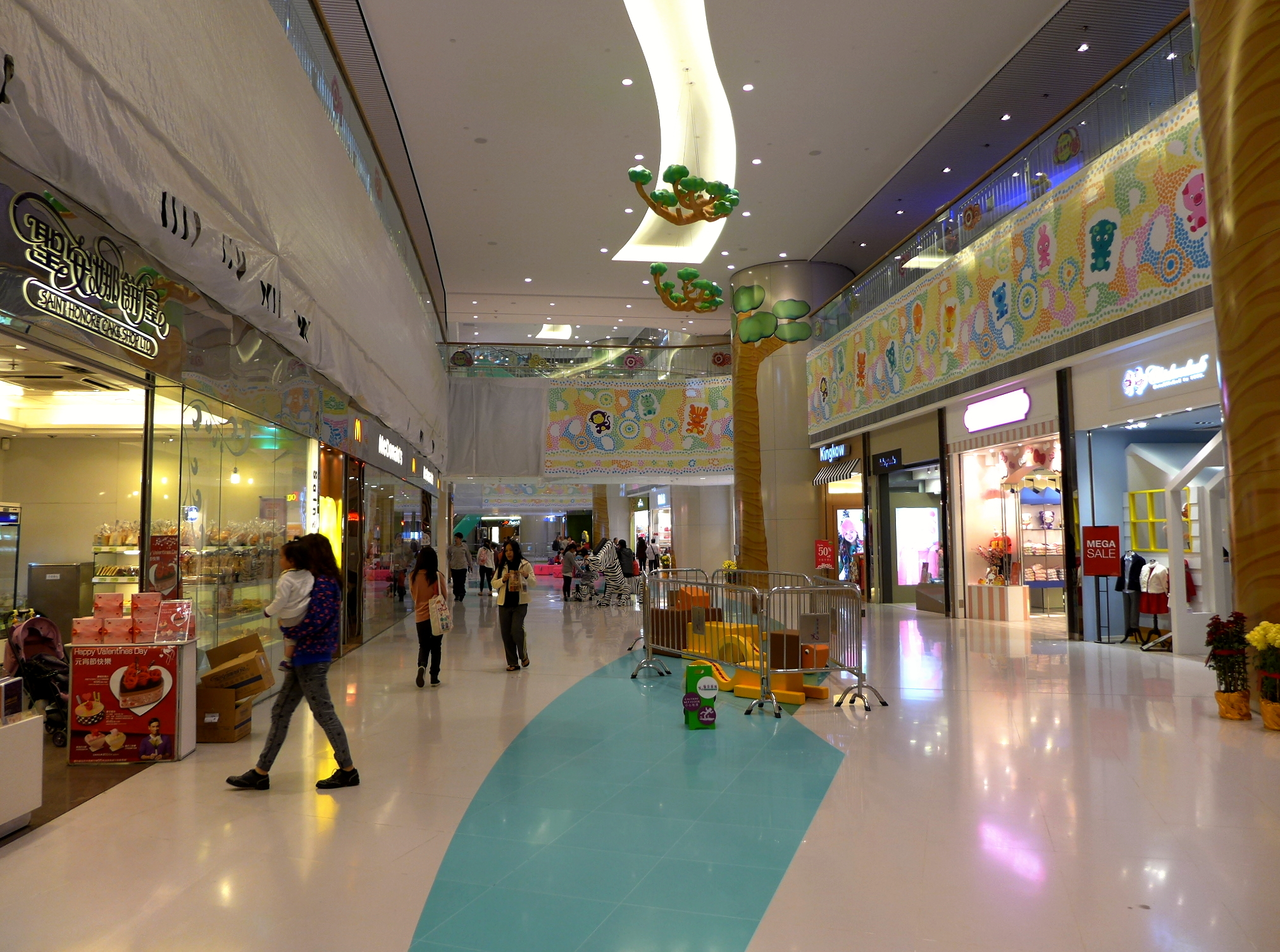
翻新後的「兒童街」（2014年）
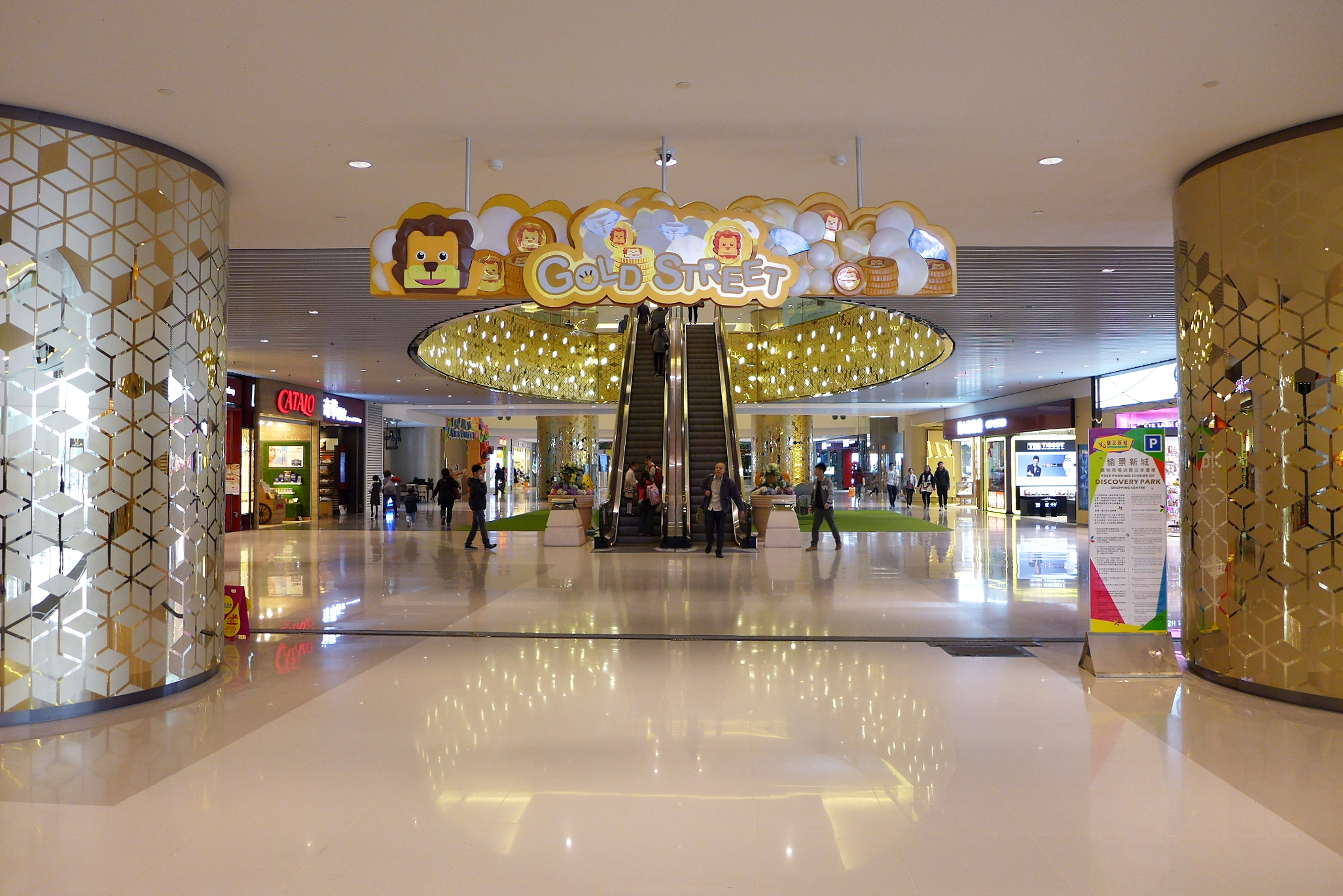
「兒童街」原址改為Gold Street，主打內地自由行（2015年）
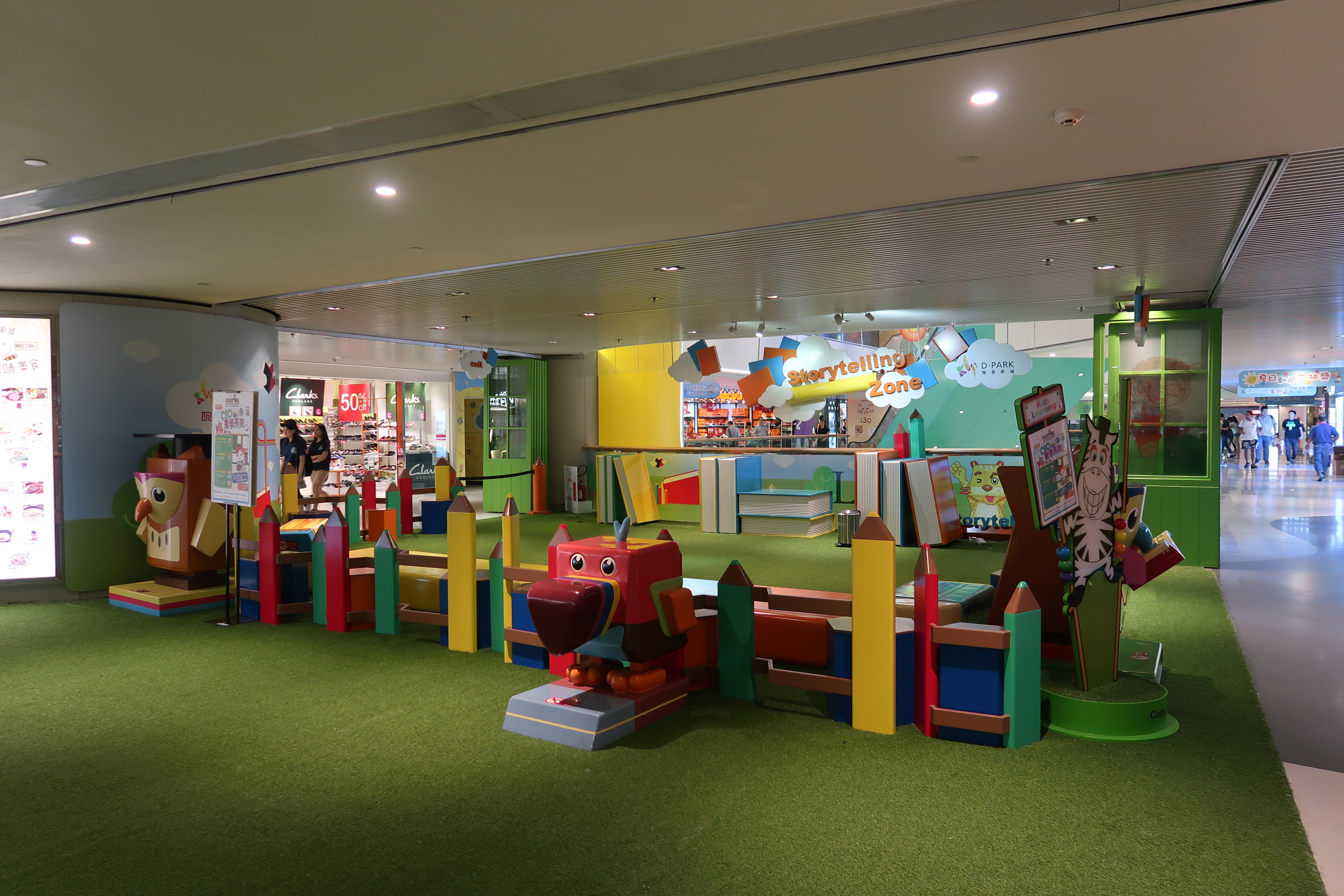
2樓 Story-telling Zone（2018年）
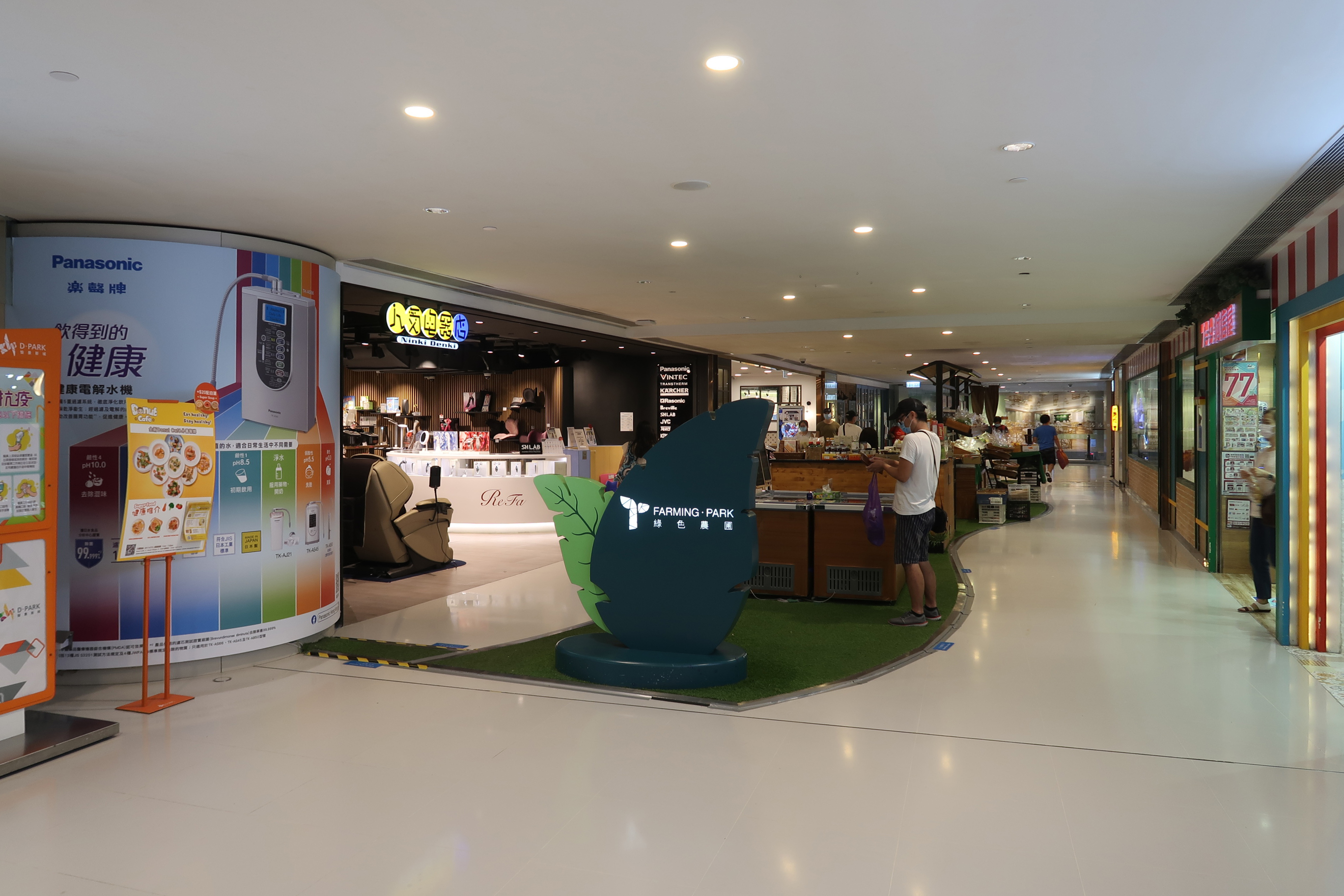
2樓綠色農圃
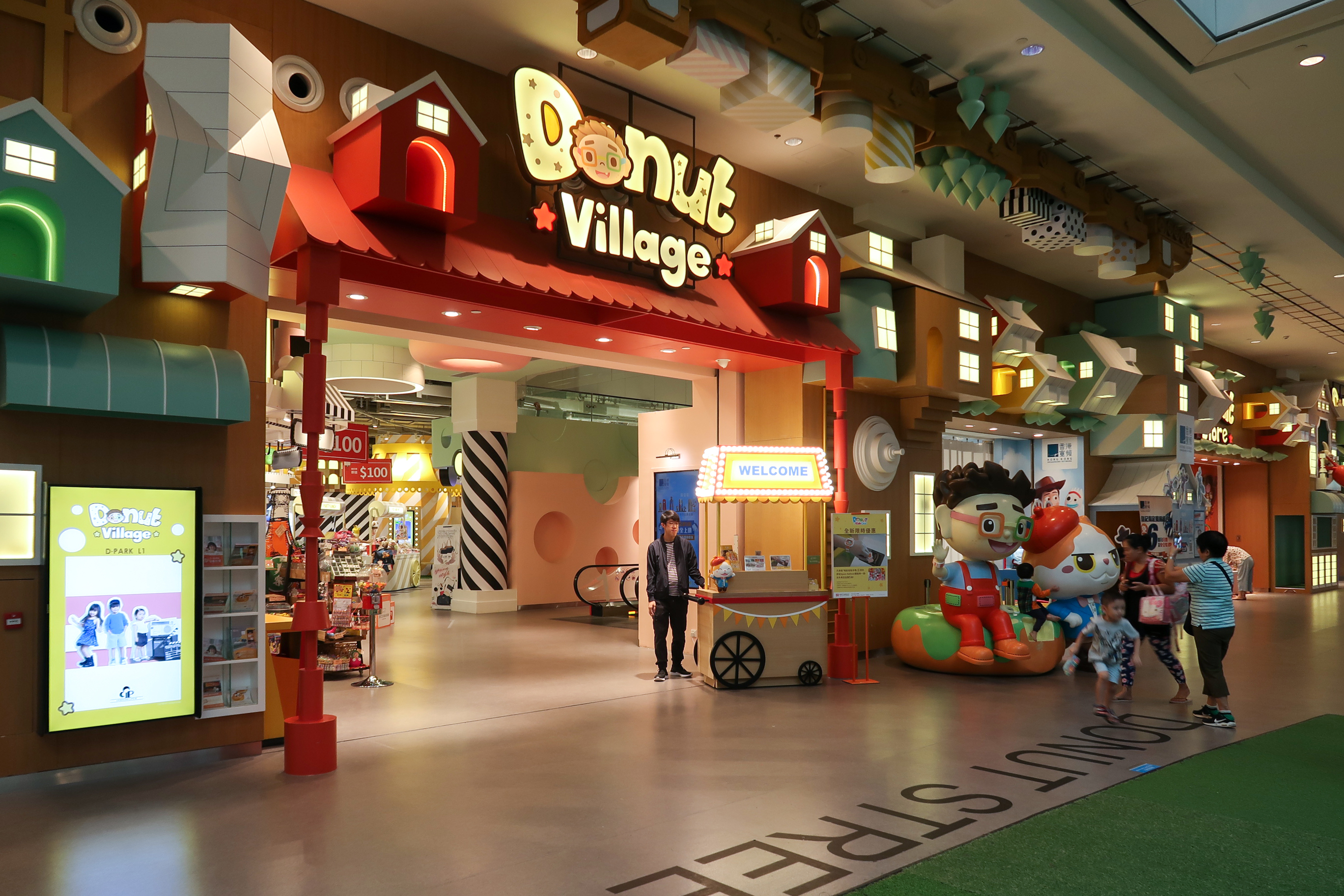
1樓Donut Village，已經在2022年初結業，將改為百佳fusion超市

## 商場活動

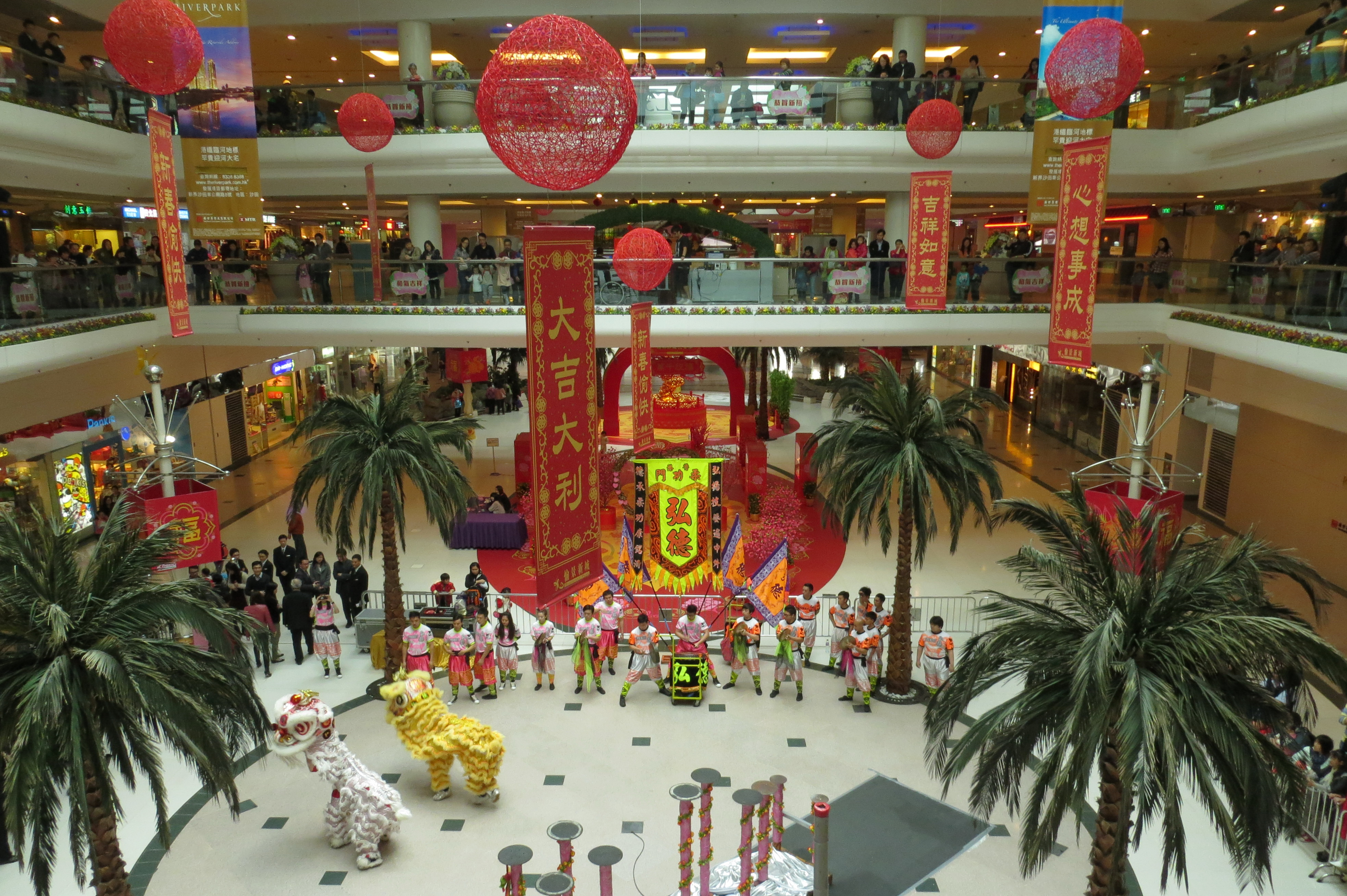
愉景新城愉景街中庭舉行2013年農曆新年醒獅賀歲

由於愉景新城有一大型的多用途廣場，因此於2004年8月1日起於商場第三層曾長時間舉行「高達太空實戰基地」展覽，歷時一年多，是當時亞洲區除日本外最大型的室內高達展覽，亦是香港首個最大型的高達展覽。（現已由百佳超級廣場取代高達太空實戰基地。）

## 軼聞

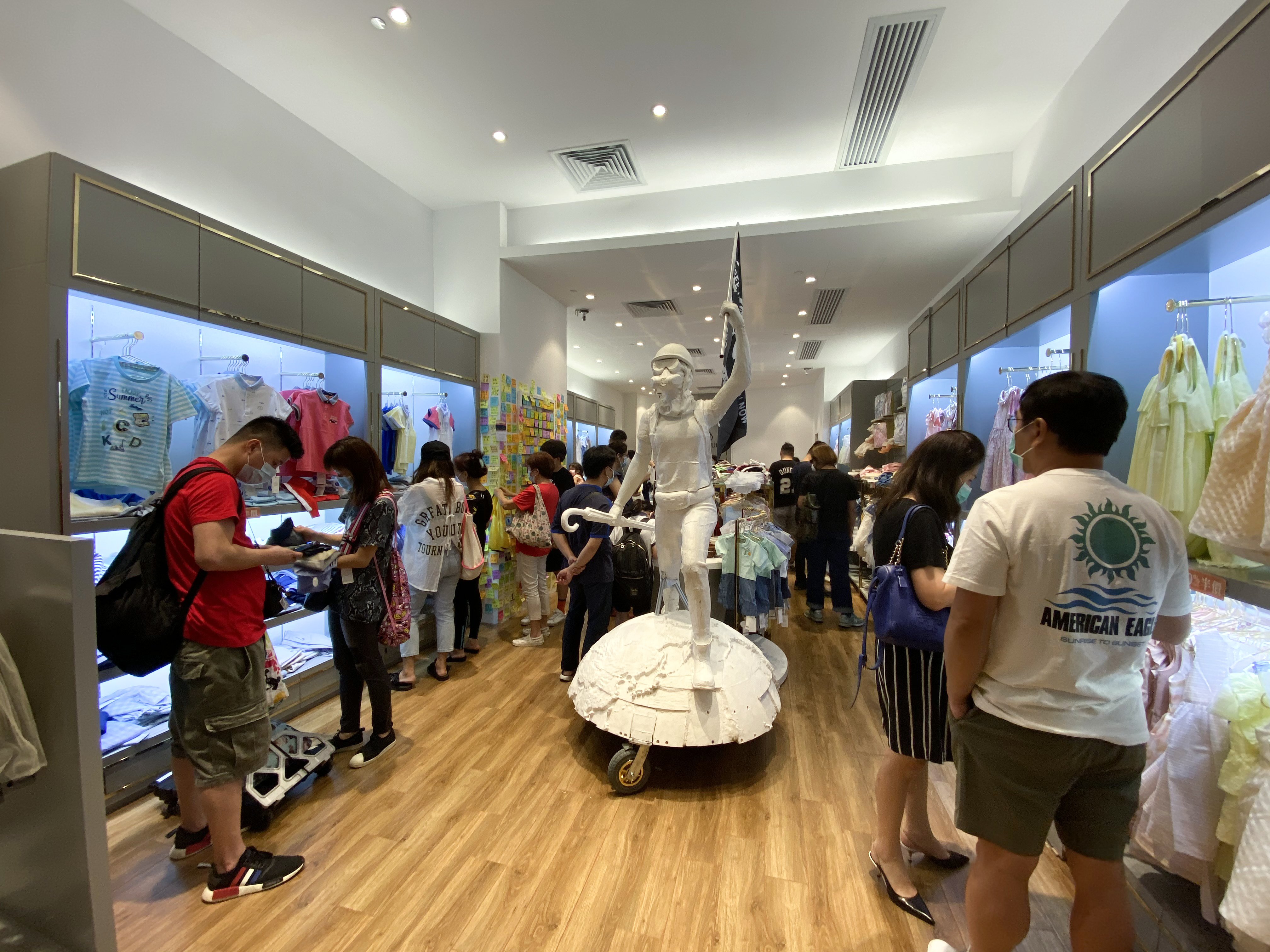
2020年6月17日，童裝店Chickeeduck在店內擺放了兩米高的香港民主女神像，商場業主去信該店要求移除

### 被揭發違契佔用公共空間
2016年10月，工黨趙恩來發現，商場物業第一層、第二層及第三層多處違規出租公共空間進行展銷、商業活動以至收費遊樂場。行人通道旁的食肆將其營業範圍擴展至公眾行人通道上。有產業測量師估計發展商拖欠政府的豁免費逾億。地政總署要求發展商釐清行人通道的使用規定，營運不足一年的多元智能學習樂園、2樓「亞馬遜學園 Amazon Academy」、3樓「愉快天地 Kiddy Place」已經被清走。而1樓中庭空間收費遊樂區「中央公園」換成簡單的遊樂設施。

### 要求移除童裝店內的民主女神像
2020年6月17日，童裝店Chickeeduck在店內擺放了兩米高的香港民主女神像，亦設有連儂牆和介紹民主自由的兒童圖書。不過商場業主去信該店，以租約要求店舖裝飾需符合標準及滿足業主要求，並先獲業主書面同意為由，要求移除女神像。信件也提及店內的「展覽」會引來公眾人士到場，不符合租約要求，指商戶舉辦展覽需持有公眾娛樂場所牌照，否則會違反法例。Chickeeduck行政總裁周小龍期望擺設該雕像，可教育小孩民主自由的重要，表示會與商場商討事件。消息流出後，到晚上有不少市民到該店購物和拍照留念，而警方在外圍戒備。
到同月29日，周小龍收到來自愉景新城的電郵，通知其店舖不獲續租，需要在21日內搬走。周小龍對新世界以「政治原因」而不續約感到失望，同時會取消新世界旗下在K11 MUSEA分店的合約。

### 發展商尋求出售商場
2022年7月，媒體有傳新世界正尋求以暗盤形式出售商場等非核心物業，商場獲中資洽購，有傳叫價高達60億港元。
2024年3月1日，商場獲華懋集團洽購，叫價高達40.2億港元，交易於同年4月份內完成。

## 外部連結
- 官方网站
- D·PARK愉景新城的Facebook專頁